# 戸田梨杏
戸田 梨杏（とだ りあん、2005年5月7日 - ）は、日本の女性モデル、タレント、声優。東京都出身。プラチナムプロダクション所属。女性アイドルグループであるShibu3 project、AND CaaaLLの元メンバー。

## 経歴・人物
2007年に子役として芸能界入り。2016年、アイドルグループ「Shibu3 project」のメンバーとなる。
2020年6月、JC TEENSの初代専属モデルに就任。
2022年、『東京ミュウミュウ にゅ〜♡』黄歩鈴役で声優デビュー。
2024年3月17日、Shibu3 projectを卒業。
2024年7月、元Shibu3 projectの豊田ルナ、三好佑季とともにAND CaaaLLを結成。
2025年6月4日、持病の治療によって、活動が困難となり、AND CaaaLLを卒業することを発表した。

## 出演

### テレビドラマ
- ヒロシマ少女達の日記帳 （2009年、NHK BS）美智子 役
- 岡部警部シリーズ4 （2009年、フジテレビ）一条万里子（幼少期） 役
- 妄想姉妹（2009年、日本テレビ）
- サザエさん3（2010年、フジテレビ）
- 左能系女子の恋（2010年、NHK BS）
- 山田太一ドラマ「キルトの家」（2012年、NHK）幼稚園児 役
- プロミス・シンデレラ 第8話（2021年8月、TBS）

### テレビ番組
- NHK高校講座ビジネス基礎（2023年度 - 、NHK Eテレ）

### 舞台
- 私たちが解散するまでの45分間の物語（2020年8月）

### 雑誌
- JC TEENS （2020年6月 - ）専属モデル[6]

### アニメ
- 東京ミュウミュウ にゅ〜♡（2022年 - 2023年、テレビ東京）黄歩鈴 / ミュウプリン 役[7]

### Webアニメ
- ぷち！東京ミュウミュウ にゅ〜♡（2022年 - 2023年）黄歩鈴 / ミュウプリン 役

### ラジオ
※はインターネット配信。
- 東京ミュウミュウ にゅ～♡ラジオ スミュウジー！（2022年 - 、YouTube※・音泉※）

### CM
- 日本郵便「ゆうパック」（2013年）
- 進研ゼミ（2013年）
- 住友生命VP（2014年）
- シルバニアファミリー（2014年）
- バンダイ Go!プリンセスプリキュア ミュージックプリンセスパレス「リアルパレス篇」（2014年）
- 進研ゼミ+「小学講座」（2016年）
- シャープVPムービー 娘役進研ゼミ+（2016年）

### イベント
- 超FUJI-Q!2020～超十代の秋祭り～（2020年9月）
- 奈良コレクション（2022年4月）